# Ambohimahasoa (stad)
Ambohimahasoa is een stad in Madagaskar, gelegen in de regio Haute Matsiatra. 

## Geschiedenis
Tot 1 oktober 2009 lag Ambohimahasoa in de provincie Fianarantsoa. Deze werd echter opgeheven en vervangen door de regio Haute Matsiatra. Tijdens deze wijziging werden alle autonome provincies opgeheven en vervangen door de in totaal 22 regio's van Madagaskar.